# Katrín Ómarsdóttir
Katrín Ómarsdóttir (* 27. Juni 1987 in Hamburg, Deutschland) ist eine isländische ehemalige Fußballspielerin, die von 2006 bis 2016 für die isländische Fußballnationalmannschaft der Frauen spielte und mit dieser an den Europameisterschaften 2009 und 2013 teilnahm. Auf Vereinsebene spielte sie zunächst in Island, wo sie mit KR Reykjavík Meister und Pokalsieger wurde, später in den USA, Schweden und England, wo sie mit den Liverpool Ladies Englischer Meister wurde. Zuletzt stand sie wieder bei KR Reykjavík unter Vertrag.

## Karriere

### Vereine
Katrín machte ihr erstes Ligaspiel für KR am 3. Juli 2001 mit 14 Jahren beim 9:1 gegen UMF Grindavík, als sie in der 80. Minute eingewechselt wurde. Gegen Grindavík erzielte sie dann auch beim 12:0 im Rückspiel ihr erstes Ligator zum 11:0, nachdem sie sechs Minuten zuvor eingewechselt worden war. Insgesamt bestritt sie vier Spiele in der Saison für den Vizemeister. 2002, als KR zum fünften Mal Meister wurde, blieb sie ohne Einsatz und zum Auftakt der Saison 2003 verlor sie mit KR das Supercupspiel gegen Rekordmeister Breiðablik Kópavogur. KR konnte den Meistertitel aber verteidigen, woran sie mit einem Tor in fünf Spielen einen kleinen Anteil hatte. In der folgenden Saison verdoppelte sie die Anzahl ihrer Spiele und verdreifachte die Zahl ihrer Tore, KR musste sich aber nach acht Jahren unter den ersten zwei Mannschaften mit dem dritten Platz begnügen und verlor auch das Supercupspiel gegen Stadtrivale Valur. 2005 verlief dann noch schlechter: sie kam nur zu sechs Einsätzen, blieb ohne Torerfolg und KR wurde nur Vierter und verlor dann auch noch das Pokalfinale gegen Breiðablik mit 1:4.
2006 war dann zumindest für Katrín ein erfolgreiches Jahr: sie wurde erstmals in allen Ligaspielen eingesetzt und erzielte neun Tore. KR konnte sich immerhin auf Platz 3 verbessern, schied aber im Pokalviertelfinale gegen Valur aus. 2007 fehlte sie dann in zwei Ligaspielen und schoss nur sechs Tore, aber KR wurde Vizemeister und Pokalsieger, wobei sie im Finale nicht eingesetzt wurde. Im Supercupfinale gegen Meister Valur zum Start der Saison 2008 wurde sie dann zwar eingesetzt, aber erneut war Valur stärker. Dennoch konnten sie Valur am Ende der Saison mit 4:0 im Pokalfinale besiegen. Sie kam allerdings nur im Halbfinale zum Einsatz und bestritt auch nur zehn Ligaspiele, die mit der Vizemeisterschaft endeten. 2009, in ihrer letzten Saison in Island, scheiterte sie mit KR dagegen bereits im Pokalviertelfinale und beendete nach neun Ligaeinsätzen die Saison nur auf dem sechsten Platz.
Bereits seit 2008 studierte sie an der University of California, Berkeley und spielte für die California Golden Bears, wo sie in drei Spielzeiten in 32 Spielen sieben Tore erzielte.
Zur Saison 2010 ging sie dann nach Schweden und spielte für Kristianstads DFF in der Damallsvenskan zusammen mit Nationalmannschaftsrekordtorschützin Margrét Lára Viðarsdóttir und Guðný Björk Óðinsdóttir, die dort bereits seit der Vorsaison spielten. In acht Spielen erzielte sie zwei Tore und beendete die Saison mit den Schwedinnen auf dem achten Platz.
Nach nur einer Saison in Schweden ging sie aber zurück nach Kalifornien und spielte in der Women’s Premier Soccer League, der zweithöchsten Liga im US-Frauenfußball, für die Orange County Waves, mit denen sie WPSL-Meister wurde. In neun Spielen erzielte sie dabei sechs Tore. Im Januar 2012 bekam sie dann zusammen mit ihrer Landsfrau Hólmfríður Magnúsdóttir einen Vertrag bei Philadelphia Independence für die höhere US-Liga Women’s Professional Soccer; da die WPS aber aus finanziellen Gründen eingestellt wurde, war der Vertrag hinfällig. Stattdessen ging sie zurück zu Kristianstads DFF, erzielte dort vier Tore in 21 Spielen und beendete die Saison auf dem fünften Platz.
2013 ging sie dann nach England, um für die Liverpool Ladies FC in der FA Women’s Super League zu spielen. Der Verein war in den beiden vorherigen Spielzeiten nur Letzter geworden und investierte in neue Spielerinnen. Katrín half dann am letzten Spieltag gegen den unmittelbaren Konkurrenten Bristol Academy WFC entscheidend mit, dass die Liverpool Ladies FC erstmals Meister wurden, worüber dann sogar die Times berichtete. Damit beendeten sie auch die neun Jahre andauernde Vorherrschaft der Arsenal Ladies. Die Mannschaft war damit auch für das Sechzehntelfinale der UEFA Women’s Champions League 2014/15 qualifiziert, scheiterte dort aber am Linköpings FC, dem Dritten der Damallsvenskan.
2014 konnte der Titel verteidigt werden und ebenso verlief der internationale Einsatz, denn im Sechzehntelfinale der UEFA Women’s Champions League 2015/16 scheiterten sie wieder, diesmal am italienischen Meister ACF Brescia. 2015 entging die Mannschaft als Vorletzter aber nur knapp dem Abstieg. Danach wurde sie aus ihrem Vertrag entlassen.
Im Januar 2016 erhielt sie einen Vertrag bei den Doncaster Belles, die zur Saison 2016 aufgestiegen waren. Ihr erstes Ligaspiel für die Belles bestritt sie am 27. April 2016 nach Auskurierung einer Verletzung, durch die sie das letzte Länderspiel am 12. April und das erste Saisonspiel verpasst hatte, und verlor mit 1:2 gegen die Birmingham City Ladies.
Anfang Januar 2017 kehrte sie zu KR Reykjavík zurück. Nachdem 2017, 2018 und 2019 immer knapp die Liga gehalten werden konnte, stieg sie am Ende der Saison 2020 mit KR ab. 2021 gelang dann der sofortige Wiederaufstieg, wobei sie in sieben von 18 Spielen eingesetzt wurde.

### Nationalmannschaft

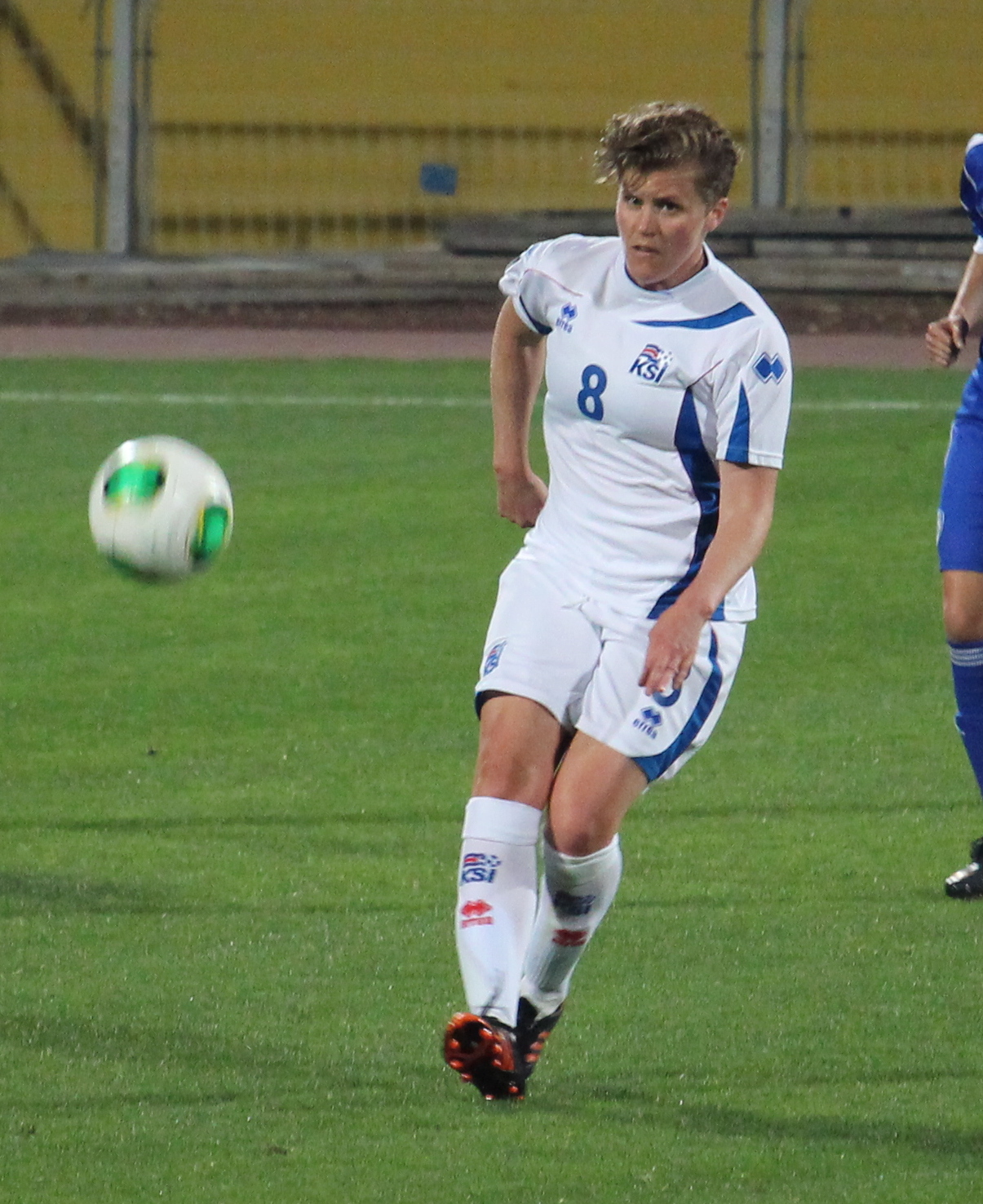
Katrín am 5. April 2014 beim Länderspiel gegen Israel

Katrín nahm 2002 mit der U-17-Nationalmannschaft Islands am Nordic Cup in ihrer Heimat Island teil, bei der die Isländerinnen Dritte wurden. Im April 2004 scheiterte sie mit der U-19-Mannschaft in der Qualifikation für die U-19-Fußball-Europameisterschaft der Frauen 2004 an Deutschland. Im Juni/Juli 2004 wurde sie erneut für den Nordic Cup der U-17-Mannschaften nominiert, konnte diesmal aber nur den siebten Platz erreichen. In den Gruppenspielen verloren sie unter anderem gegen Deutschland mit 1:7, wobei eine gewisse Célia Okoyino da Mbabi fünf Tore erzielte. Beide sollten in späteren Jahren bei Algarve-Cups und EM-Endrunden mit ihren A-Nationalmannschaften noch öfter aufeinandertreffen, aber immer mit dem besseren Ende für die Deutsche. Im Herbst 2005 überstand sie dann zwar mit der U-19-Mannschaft die erste Qualifikationsrunde zur U-19-Fußball-Europameisterschaft der Frauen 2006, scheiterte im Frühjahr 2006 aber in der zweiten Qualifikationsrunde an Dänemark. Im Juli 2006 erreichte sie dann mit der U-21-Mannschaft beim Nordic Cup das Spiel um Platz 3, verlor dieses jedoch mit 0:1 gegen Schweden.
Sie wurde dann im August 2006 mit 19 Jahren auch erstmals zur A-Nationalmannschaft eingeladen, saß gegen Tschechien am 19. aber erstmal nur auf der Bank.
Schweden war dann der Gegner in ihrem unmittelbar darauffolgenden ersten Länderspiel am 26. August 2006 im Rahmen der Qualifikation für die WM 2007, bei dem sie in der 64. Minute eingewechselt wurde und wieder mit 0:1 verlor. Sie wurde dann auch für das darauffolgende letzte Spiel in der WM-Qualifikation nominiert, aber nicht eingesetzt, und für das anschließende Freundschaftsspiel in den Vereinigten Staaten gegen die USA nicht berücksichtigt. In den nächsten 25 Spielen stand Katrín immer im Kader, wurde aber 20-mal aus- oder eingewechselt und bestritt nur ein Spiel über 90 Minuten. Am 28. Mai 2008 erzielte sie in der Qualifikation für die EM 2009 gegen Serbien zwei Minuten nach ihrer Einwechslung ihr erstes Länderspieltor zum 4:0-Endstand. Im nächsten EM-Qualifikationsspiel, ihrem einzigen Spiel über 90 Minuten in dieser Zeit, erzielte sie fünf Minuten vor Schluss ihr zweites Länderspieltor zum 5:0 gegen Slowenien und ließ im folgenden Spiel noch ein Tor folgen. Danach blieb sie aber 16 Monate ohne Torerfolg.
Als Gruppenzweiter der EM-Qualifikation mussten sie dann in den Play-offs gegen Irland antreten und erreichten durch ein 1:1 und ein 3:0 erstmals die EM-Endrunde. An dieser nahm sie auch teil, wurde aber nur in zwei Gruppenspielen eingesetzt und dabei jeweils ausgewechselt. Die Isländerinnen verloren alle Gruppenspiele, aber gegen Vize-Europameister Norwegen und Titelverteidiger Deutschland nur jeweils knapp mit 0:1 und waren damit die Mannschaft, die gegen den späteren Europameister Deutschland die wenigsten Tore kassierte.
In der Qualifikation für die WM 2011 verloren sie nur die beiden Spiele gegen die erstarkten Französinnen, die bei der WM dann Vierte wurden. Dabei spielte sie im Hinspiel zum zweiten Mal über 90 Minuten, wurde aber für das Rückspiel ebenso nicht nominiert wie für das Spiel am 17. September 2009 gegen Estland, bei dem den Isländerinnen mit 12:0 der höchste Sieg ihrer Länderspielgeschichte gelang. Als Gruppenzweite der Qualifikation verpassten sie aber die anschließenden Play-off-Spiele.
Nach der WM-Qualifikation wurde sie die Frau für eine Stunde, denn wurde sie siebenmal in Folge nach circa einer Stunde ausgewechselt, darunter viermal beim nächsten Höhepunkt in ihrer Karriere, dem Algarve-Cup 2011. Dort erreichten die Isländerinnen erstmals das Finale, in dem sie auf die USA trafen. Nach einem frühen Rückstand gelang ihr in der 26. Minute der Ausgleich und zwei Minuten später gingen sie sogar mit 2:1 in Führung. Sie kassierten dann aber in der Nachspielzeit der ersten Halbzeit den Ausgleich und mussten in der zweiten Halbzeit noch zwei Gegentore hinnehmen, wobei sie beim vierten schon nicht mehr auf dem Platz stand.
In den nächsten 37 Spielen kam sie 28-mal zum Einsatz, aber nur zweimal über die vollen 90 Minuten. Sie erzielte in diesen Spielen fünf Tore, darunter jeweils eins in den mit 3:2 gewonnenen Play-off-Spielen der Qualifikation für die EM 2013 gegen die Ukraine.
Bei der EM-Endrunde 2013 wurden sie wie vier Jahre zuvor in eine Gruppe mit Titelverteidiger Deutschland und Norwegen gelost. Dritter Gegner war diesmal die Niederlande, gegen die der einzige Sieg gelang. Katrín kam nur gegen die beiden Schwergewichte zum Einsatz, wurde aber jeweils nur eingewechselt. Immerhin gelang Margrét Lára Viðarsdóttir vier Minuten nach Katríns Einwechslung gegen Norwegen das Tor zum 1:1-Endstand. Gegen Deutschland wurde sie bereits zu Beginn der zweiten Halbzeit beim Stand von 0:1 eingewechselt, musste dann aber erleben, wie Célia Okoyino da Mbabi noch zwei Tore nachlegte. Trotz der Niederlage gegen die deutsche Mannschaft wurden sie aber bester Gruppendritter und erreichten damit das Viertelfinale. Hier verloren sie aber gegen Gastgeber Schweden mit 0:4, wobei Katrín auf der Bank blieb.
Nach ihrem 64. Spiel im Mai 2014 folgte eine Pause von 22 Monaten, in der sie 15 Spiele durch Verletzungen verpasste. Erst beim Algarve-Cup 2016 wurde sie in den ersten beiden Gruppenspielen wieder eingesetzt. Das dritte Gruppenspiel und das Spiel um Platz 3 erlebte sie auf der Bank und für das EM-Qualifikationsspiel am 12. April 2016 wurde sie nicht nominiert. Ihre bisher letzten Spiele bestritt sie beim Sincere-Cup im Oktober 2016.
Mit zehn Länderspieltoren liegt sie in der Torschützinnenliste der Isländerinnen auf dem 14. Platz.

## Erfolge
- Isländischer Meister: 2002 (ohne Einsatz), 2003
- Isländischer Pokalsieger 2007 und 2008 (jeweils ohne Finaleinsatz mit KR Reykjavík)
- WPSL-Meister 2011 (mit Orange County Waves)
- Englischer Meister 2013 und 2014 (mit Liverpool)